# Lionel Ferbos

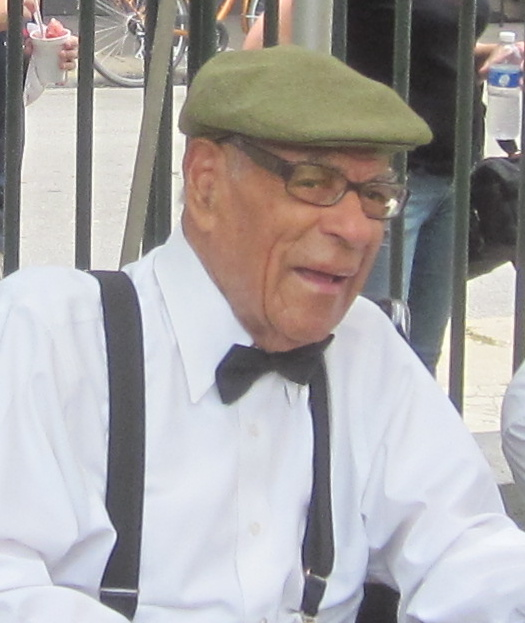
Ferbos (101) vlak voor een optreden in 2012

Lionel Ferbos (New Orleans, 17 juli 1911 – aldaar, 19 juli 2014) was een Amerikaans trompettist en gekend speler van Dixieland of New Orleans Jazz.
Hij speelde onder meer met Harold Dejan, Tom Ebbert, Captain John Handy en Mamie Smith. Hij maakte onder meer deel uit van het New Orleans Ragtime Orchestra en was leadmuzikant van The Creole Swingers. Met zijn eigen band, de Palm Court Jazz Band, speelde hij wekelijks in het Palm Court Jazz Café in de French Quarter. Hij speelde in 1978 mee met de Ragtime stukken van de soundtrack van de langspeelfilm Pretty Baby van Louis Malle. Andere nummers van hem werden later heruitgebracht op 504 Records.
Lionel Ferbos werd in 2003 bekroond met de Big Easy Lifetime Achievement Award. Hij overleed in 2014 op 103-jarige leeftijd.
- International Standard Name Identifier: 0000 0004 0694 0423
- Library of Congress Control Number: no2015040207
- MusicBrainz: ea413002-d442-45ba-bb23-8ae67f0c31e6
- Virtual International Authority File: 207149106010168490680